# Wang Č’ (eunuch)
Wang Č’ (čínsky pchin-jinem Wāng Zhí, znaky 汪直; ?–1487) byl eunuch zaujímající v 70. letech 15. století významné postavení v palácové administrativě Čcheng-chuy, císaře mingské Číny.

## Život
Wang Č’ byl jeden z jaoských zajatců získaných mingskou armádou během bojů v jihozápadních provinciích v 60. letech 15. století. Dostal se mezi služebníky paní Wan, oblíbenkyně císaře Čcheng-chuy, zastával však jen nevýznamné posty, dokud do Čcheng-chua počátkem roku 1477 nepostavil do čela Západního křídla (Si-čchang), útvaru tajné policie.
| Západní křídlo bylo založeno prvního měsíce roku 1477. Jeho prvním případem byla kauza čarodějnictví v paláci. Doplňovalo již desetiletí existující eunušskou tajnou policii zvanou podle svého sídla Východní křídlo. V důsledku tvrdosti Wang Č’a záhy v obávanosti a špatné pověsti předstihlo svého staršího konkurenta. |
| |

Jako ředitel Západního křídla proslul nemilosrdností a arogancí svou i svých podřízených neberoucích ohledy na sebevýše postavené úředníky či poddané. Urazil některé vlivné politiky, např. ministra vojenství Siang Čunga. Kvůli zatýkání a mučení nevinných se stal terčem opakovaných stížností a požadavků na zrušení jeho úřadu. Pod jejich tlakem císař roku 1477 akce Západního křídla pozastavil, ale jen nakrátko. Naopak kariéra úředníků požadujících jeho odvolání (zmíněný Siang Čung a velký sekretář Šang Lu) skončila. Poté několik let šířil strach mezi elitou metropole.
Od dětství se zajímal o vojenství a roku 1479 se k němu dostal, když byl pověřen inspekcí pohraničních vojsk severně od Pekingu. Roku 1481 porazil Mongoly u Süan-fu, za což byl vyznamenán a vyslán do Ta-tchungu. Rok 1482 tak strávil vesměs mimo Peking. Císař Čcheng-chua k němu v jeho nepřítomnosti ochladl a poté, co byl zkritizován svým konkurentem z Východního křídla, byl roku 1483 přeložen do Nankingu. Zde dožil bez dalších trestů.